# 簡·瓦斯克
簡·瓦斯克（捷克語：Jan Vacek，1976年5月10日—）是一位捷克職業網球運動員。

## 外部連結
- 簡·瓦斯克（英文/西班牙文）的官方資料
- 簡·瓦斯克的國際網球總會 職業／青少年 官方資料（英文）
- 簡·瓦斯克的官方資料（英文）